# 五社英雄
五社 英雄（ごしゃ ひでお、1929年（昭和4年）2月26日 - 1992年（平成4年）8月30日）は、日本の映画監督、脚本家、演出家。本名の読みは「ごしゃ えいゆう」。明治大学商学部卒業。ニッポン放送プロデューサー、フジテレビ映画部長、五社プロダクション社長を務めた。テレビ業界出身の映画監督第1号である。
時代劇の殺陣において、竹光でなくジュラルミンの刀身を採用して俳優の迫真の演技を引き出し、刀と刀がぶつかる際の金属音や、人が斬られる時の効果音を音響スタッフと共に独自に開発したことで知られる。アウトローを主人公にした作品を一貫して手がけ、滅びに向かって走る人間の情念のきしみや美学を描くことを信条としていたその代表作には、『三匹の侍』、『御用金』、『人斬り』、『雲霧仁左衛門』、『鬼龍院花子の生涯』、『極道の妻たち』などがあり、丹波哲郎、仲代達矢、平幹二朗、安藤昇、夏八木勲、夏目雅子、岩下志麻、かたせ梨乃、名取裕子らの新たな魅力を引き出した。

## 来歴

### 生い立ち
1929年（昭和4年）2月26日、東京府北豊島郡滝野川町大字西ヶ原（現・東京都北区西ヶ原）で生まれる。父親は吉原の近くで飲食店を営んでいたが、英雄が誕生した頃は古河財閥の使用人（用心棒のような仕事）をしており、母親は英雄を産んだ時42歳であった。英雄は五男三女の下から2番目の子にあたる。
貧しい家庭だったため、産まれたばかりの英雄は浅草にいる叔父（父の弟）夫婦の家に預けられた。叔父は一家を構える博徒で、英雄を養子にするつもりであったが、母親は高齢出産した英雄への愛着が捨てきれずに取戻し、結局は実の両親と共に暮らすようになった。
小・中学校時代には同級生と喧嘩しても、「お前はカタギの子じゃないから」という理由で、喧嘩の事情も聞かれず問答無用で英雄の方だけ体罰を受けた。1941年（昭和16年）に太平洋戦争（大東亜戦争）が開戦し、不器用な英雄は軍事教練で三八式歩兵銃の手入れに手間取り、将校からよく怒鳴られ、つい不服そうな顔をすると、「これだからヤクザのセガレは！」と、右顎の歯が折れるほど、さらに激しい体罰を受けたこともあった。
英雄はこうした生まれ育ちの差別や蔑みで味わった惨めさから、「弱味を見せたら、負けだ」、「決して相手に舐められてはならない」という思いが強くなった。そのため、大人になってからはハッタリやホラ話で周囲を煙に巻いて、実家が大層繁盛した芸妓置屋だったなどと生い立ちを偽ったりと、強気に脚色したりした。
しかし子供の当時の英雄には現実の惨めな環境は耐え難く、死にたいという思いから特攻隊の入隊を希望するようになり、中学を中退し1944年（昭和19年）に第13期として予科練に入った。英雄には、自分の名前通りに「英雄」（えいゆう）として死ぬことで、自分を蔑んだ者たちを見返したいという思いもあった。
だが予科練入隊まもなく、日本脳炎の初期症状を患った英雄は、正式入隊が4か月遅れてしまったため実戦参加できず、本土決戦用の水上特攻隊の演習となった。同期の者たちの多くは1945年（昭和20年）に台湾や沖縄の戦闘で特攻隊として散っていったが、生き残った英雄は福知山市の飛行機工場で8月15日の敗戦を迎えた。
2歳上の兄は戦死し、空襲により英雄の実家も焼失した。予科練から復員した英雄は一家を養うために食料調達に奔走し、その後は米軍基地の売店でアルバイトをした。基地の軍用品を銀座の闇市に横流しをして金を稼いだ英雄は、明治大学商学部へ入学した。同期の友人の証言では、英雄は大学ではボート部に所属していたという。

### 就職
明治大学卒業後、五社英雄は映画監督を目指し、各映画会社の就職試験を受けたが全て不合格となってしまった。当時は映画会社の社員でなければ監督にはなれなかったため、五社は直接に大映の永田雅一の自宅にも日参して懇願したが叶わなかった。
1年間の就職浪人を経た五社は、少しでも映画界に近いところとしてマスコミ業界を目指し、民放ラジオ局のニッポン放送に就職した。報道部に配属された五社は、読売ジャイアンツの宮崎キャンプの取材記者などをした後、1959年（昭和34年）のフジテレビ開局に向けての人事異動により、1958年（昭和33年）初頭にラジオのクイズ番組や音楽番組のディレクターに異動になった。
しかしながら、どうしても映像業界に行きたい五社は、同期入社でフジテレビの編成部に移った村上七郎に、テレビドラマの演出をやりたい旨を話した。報道部入りを勧める村上の提案に一旦引き下がった五社だったが、信奉する黒澤明の演出研究の資料書類を持って再び訪れ、ドラマ演出への希望を滔々と語り懇願すると、村上はその熱意に押され常務に掛け合い、1958年（昭和33年）6月2日に五社は念願かなってフジテレビ出向となり、1959年（昭和34年）1月に正式移籍して社員となった。

### ドラマ演出
スポンサー企業の意向に合わせてバラエティーなどを企画した後、五社は1959年（昭和34年）6月に初めての演出テレビドラマシリーズ『刑事』を手がけた。『刑事』は高松英郎主演で生放送ドラマであった（当時は録画技術がなく全て生放送であった）。タイトルは「刑事」だが、偽札作りをする悪党がメインとなり、「破滅していくアウトロー」がテーマで、スピーディーな演出が社内で高評価を得た。
自身の目指す生々しい迫力のあるアクションを体現できる俳優を探していた五社は、当時まだ有名俳優ではなかった丹波哲郎の野性味と堂々たる体躯に着目した。五社は日本テレビで『丹下左膳』のセットで撮影中の丹波を訪れるといきなり初対面の口火で、自作のギャングドラマ『ろくでなし』に出演してほしい、と単刀直入に言った。
江戸っ子の丹波と、チンピラ流コミュニケーションを駆使する五社は馬が合い、『ろくでなし』の成功後も、1960年（昭和35年）1月スタートのシリーズ物『トップ屋』でコンビを組むなど、付き合いが長く続くことになる。
高視聴率のドラマを連発し、フジテレビの看板ディレクターとなった五社は、黒澤明のような時代劇の演出を目指した。1960年（昭和35年）10月の浅沼稲次郎暗殺事件発生により警察から、刃物やピストルなどの凶器を使う場面の自粛をテレビ局が求められたこともあり、時代劇なら非現実的なファンタジーとして暴力的描写も許容されうる、という思いも五社にはあった。
五社は、当時フジテレビに売り込みに来た無名の殺陣師・湯浅謙太郎が率いる「湯浅剣睦会」と組んだテレビ時代劇『宮本武蔵』の殺陣において、竹光ではなく真剣と同じ重さを持つ危険なジュラルミン製の模造刀を採用し、役者の迫真の演技を引き出した。五社の演出する立ち回りは、限りなくリアルに近い死闘であったが、テレビスタジオのセット内だけの撮影では今一つの限界もあった。

### 『三匹の侍』成功以降
五社は、入社2年目の編成部員の白川文造と共に企画を拡げていき、1963年（昭和38年）のテレビ時代劇『三匹の侍』で、丹波哲郎のほか、平幹二朗と長門勇をキャスティングした。当時、長門は浅草のストリップ小屋でコントをしながら下積み生活をしていた無名の役者であった。
『三匹の侍』の殺陣では、刀と刀がぶつかる金属音や、刀を振った時の風の音、人が斬られる時の肉が裂ける音が付けられた。映画のようなカメラワークやロケが望めないテレビ時代劇において迫力のある立ち回りを演出するため工夫されたこうした「効果音」の演出は、五社が初めて時代劇で編み出したものであった。
激しいアクションのテレビ時代劇『三匹の侍』の全26話は高視聴率を保ち続け、大成功を収めた。翌1964年（昭和39年）には映画版『三匹の侍』も製作された。この映画は、丹波が創設した「さむらいプロダクション」が製作に乗り出し、松竹の京都撮影所で撮影された。当時、映画業界人は、テレビの人間を「紙芝居屋」と見下げていた。
松竹のスタッフはテレビ局のディレクターの五社に反感を持ち、様々な嫌がらせしたこともあったが、平然としてエネルギッシュな演出をみせる五社と次第に打ち解けていった。この頃、五社は出かける前に「やるぞみておれ」という歌詞の『出世街道』のレコードを毎朝聴いていたという。映画『三匹の侍』はテレビ局出身初の映画監督作品となったが、当時の映画ジャーナリズムから黙殺された。
しかし衰退の映画会社にとって五社の演出力は魅力だった。当時任侠路線に進んでいた東映は、その路線変更の会社の方針に反抗する中村錦之助のために、巨匠ではない五社を起用し『丹下左膳 飛燕居合斬り』など低予算の時代劇を製作した。同じく東映製作の時代劇『牙狼之介』『牙狼之介 地獄斬り』では、五社は俳優座の夏八木勲を抜擢して西部劇風に演出した。
フジテレビの屋上で殺陣の特訓稽古をつけられた夏八木は当時を振り返り、刃引きはしてあるものの重量は真剣と同じ鉄身（ジュラルミン刀）は「パシャーン」といい音がし、火花が散ることもあったと語っている。夏八木と五社はお互い下町育ちで、「なっちゃん」「五社亭」と呼び合う仲になっていった。
それまでの様式美的な殺陣とは対極的なリアル感を表現していく五社演出の殺陣の流儀を学んだ夏八木は、撮影時は竹光ではあったものの力加減が鉄身の要領でやったため、斬られ役の竹光を折ってしまい相手をケガさせてしまうこともあったという。
その後、1969年（昭和44年）にフジテレビが映画製作に乗り出すこととなり、多額の製作費を使った映画の監督を任されることとなった五社は、フジ製作第1作目『御用金』、第2作目『人斬り』のアクション時代劇を大成功させた。2作とも興行成績ベスト10にランクインし、五社は映画界のヒットメーカーに位置づけられるようになった。

### 転落
映画『御用金』、『人斬り』の大ヒットにより、1969年（昭和44年）11月にフジテレビの編成局映画部長に昇進した五社は、思い通りのテレビドラマ作品を企画していった。五社は、深作欣二監督・丸山明宏主演の『雪之丞変化』、田中徳三監督・天知茂主演の『無宿侍』、円谷プロダクションと提携し不条理ホラー『恐怖劇場アンバランス』などを製作するが、丹波哲郎発案の『ジキルとハイド』の内容が過激すぎ、試写を見た上層部が難色を示して、映画部長を解任された。
チーフプロデューサーとして報道部へ異動となった五社は、『ひらけ!ポンキッキ』の企画に携わったり、ドキュメンタリーなどを製作したりする傍ら、東宝で映画『出所祝い』、東映で『暴力街』などを監督するが、あまりヒットせずに終わったため、映画会社からのオファーがなくなった。新たに劇画の原作などを書いていた五社だったが、元日本国粋会の森田政治が結成した「蒼龍会」の理事長に五社が就任したことが、フジテレビの鹿内信隆の逆鱗に触れた。
1977年（昭和52年）11月に五社は現場から外され、調査役として総務局の経営資料室に左遷となった。五社は会社にほとんど出社せず、俳優座に入り浸っていたが、そんな五社に佐藤正之が助け舟を出し、アクション時代劇『雲霞仁左衛門』の監督を任された。
次作『闇の狩人』もエロと暴力と血しぶきを際立たせた演出で、原作の設定を完全に壊した大エンターテイメントに仕上げたために、原作者の池波正太郎が不快感を表明したほどであった。その一方、こうした五社の大胆な演出に角川春樹が注目し、山田風太郎原作の映画『魔界転生』の監督を依頼してきた。民放第3位という低視聴率に陥っていたフジテレビも、1980年代になって再び自社製作ドラマを復活させるべく、五社を現場復帰させた。
ところがそんな頃、五社はプライベートでゴタゴタを抱えていた。1979年（昭和54年）末には妻が2億円の借金を残して家出し、1980年（昭和55年）5月30日には娘・巴がアルバイト先に向かう途中で交通事故に遭い、頭蓋骨陥没骨折で下血腫脳挫傷となり危篤状態となった。
五社は、もしも手術が失敗し娘が植物状態となるなら殺してくれと医者に頼み、その時は自身も後を追って死ぬ覚悟を決め、5年前に買っていた埼玉県川越市大袋の東陽寺という小さな寺の土地に墓を建てた。墓石には「五社英雄の墓」、左面には座右の銘の漢詩訳「花の嵐のたとえもあるぞ、さよならだけが人生さ」を刻んだ。
以前から自殺願望を持っていた五社のことを気にしていた丹波は五社を説得した。幸い娘の手術は成功し、失語症の後遺症は残ったものの最悪の事態は避けられた。しかしながら、同年の7月2日に五社は拳銃所持の銃刀法違反容疑で逮捕された。罰金刑だけで済んだが、五社は7月30日にフジテレビを依願退職した。鹿内会長は、五社の退職金を増額するようにサインした。しかし、この逮捕スキャンダルによって、オファーされていた『魔界転生』の監督の仕事もなくなった。
拳銃は他人から預かっていたものと見られ、その人物について五社は黙秘していた。事件の通報者は妻の借金により売却された家を訪れた3人組の金融業者集金人であった。3人は五社に執拗に利息を取り立て続け、業を煮やした五社がソファの背に隠しておいた拳銃を取り出したという。

### 再起
五社は生活していくために、新宿ゴールデン街の知り合いの飲み屋に紹介された店で、「五社亭」（夏八木勲が付けた五社の綽名）という店名を付け飲み屋のマスターになる準備をしていたが、映画監督の仕事に対する未練はあった。そんな不遇の中の五社を救いの手を差し伸べたのは、かつて五社と『牙狼之介』などで組み、東映の社長となっていた岡田茂と、俳優座の佐藤正之だった。
五社を復活させたいと思った佐藤正之は、東映京都撮影所の日下部五朗が仲代達矢主役で企画していた『鬼龍院花子の生涯』に、五社とパッケージなら仲代を貸すという条件をつけた。もともと五社と仕事がしたいと思っていた日下部や、東映社長の岡田は快く承諾した。
五社の渾身の活動再開第1作『鬼龍院花子の生涯』は、1982年（昭和57年）6月に公開されて大ヒットとなった。夏目雅子演じる松恵の発する「なめたらいかんぜよ！」という台詞は、台本にはなかったもので、現場で五社が自分自身の様々な人生の思いも込めて即興で付け加えたものであった。
『鬼龍院花子の生涯』の成功により、日本映画界の第一線に返り咲いた五社は、フジテレビからのオファーで『時代劇スペシャル』の監督を引き受け、復帰第2作目は『丹下左膳 剣風!百万両の壺』となった。『丹下左膳 剣風!百万両の壺』は、かつて『人斬り』などで仕事をした旧大映京都撮影所のスタッフらが設立したプロダクション映像京都のメンバーであった。
フジテレビは、かつてのヒット作『三匹の侍』を『時代劇スペシャル』枠で3時間スペシャル版として企画していたが、五社は東映の日下部五朗からのオファーの映画『陽暉楼』の方を選んだ。フジテレビの社運を賭けた企画を断わってしまった五社は、もう古巣の組織の中で安定収入が得られる道には戻れないと考え、『陽暉楼』の撮影前に京都で、二代目・彫芳の手により全身に羅生門の刺青を入れた。
当初、『陽暉楼』の主役は、『鬼龍院花子の生涯』に引き続き仲代達矢で行く予定であったが、仲代が黒澤明の『乱』に起用されたためダメになり、緒形拳に決まった。五社は緒形を気に入り、『櫂』でも緒形が採用された。『櫂』が公開された1985年（昭和60年）に五社プロダクションを設立。『鬼龍院花子』『陽暉楼』『櫂』は、原作者の宮尾登美子とのコンビ作品で「高知三部作」と呼ばれた。緒形が持ち込んだ企画で『薄化粧』も同年に製作された。
なお、1986年（昭和61年）6月には、前年に再上映された『人斬り』の宣伝で勝新太郎と週刊誌対談中、田中新兵衛役を演じた故・三島由紀夫について語った件で右翼団体の怒りを買ったためか、深夜に3人に待ち伏せされて顔を切られ大怪我をしたこともあった。五社は彼らがむしろマスコミ沙汰になることを期待していると思い、あえて警察には届けなかった。

### ガン告知
1986年（昭和61年）11月には『極道の妻たち』をヒットさせ、その後『吉原炎上』の撮影中に京都に転居した。だが、1988年（昭和63年）公開の『肉体の門』も興行的に失敗し、マンネリを打破するために二・二六事件を題材にした『226』の監督を担当するが、撮影終了後の1989年（平成元年）3月に食道癌を告知された。
同年4月、五社は京大病院に入院したことを仕事仲間や娘に隠すためにオーストラリアにいる兄の所に行ったふりをした。『226』のスタッフの映像京都の西岡善信や森田富士郎らに、「オーストラリアに旅行してくる」と手紙を出して密かに手術を受け7月に退院するが、その間たまたま知人の見舞いに京大病院に来た萩原健一に目撃され、西岡らの知るところとなっていた。
退院後は11月にヨーロッパのツアー旅行に行くなど養生した後、1990年（平成2年）6月から『陽炎』の撮影に入った。体調が思わしくない中、翌1991年（平成3年）11月からは『女殺油地獄』の撮影にかかるが、これは井手雅人が亡くなる前に「五社に」と書き残した共同脚本であった。
『女殺油地獄』は古巣のフジテレビの協力を得て製作されたが、現場で五社の体調が悪化し入院したため撮影が一時中断し、病院から現場に通うことになった。青白く痩せ衰えてきた五社は撮影が終了するとすぐ病院の入院生活に完全に入り、完成披露試写や1992年（平成4年）5月の公開日には出席できなかった。
しかし、病室でもかつてのヒット時代劇ドラマの『三匹の侍』のリメイクを企画していた。キャスティングも渡辺謙、本木雅弘、竹中直人に決まろうとしていたが、同年の8月30日の12時36分、五社は京都桂病院で死去した。享年63。遺言により大掛かりな告別式や葬式は行われず、ごく少数の身内のみで川越市の東陽寺にて通夜と密葬が行われた。
五社は根強いファンに支えられながらも映画賞には縁が薄く、興行ベストテンに入った作品はいくつかあるが、キネマ旬報ベスト・テンには一度も入賞しなかった。『陽暉楼』では、第7回日本アカデミー賞において監督賞・脚本賞・主演男優賞・助演男優賞・助演男優賞・助演女優賞の主要5部門で最優秀賞を独占しながら、作品部門では優秀賞（上位5作品）に漏れるという珍記録を作っている。

## 人物像
- 1958年（昭和33年）に産まれた娘・巴が中学生になると、かつて上野で喫茶店兼スナックを経営していた妻が外で働きたいと言ったが、亭主関白の五社は、金の苦労はさせてないから働く必要はないと叱り、妻がずっと専業主婦でいることを望んだ[5]。女遊びをすることも妻に隠すことはなく、仕事仲間の殺陣師やアクション俳優と一緒にトルコなどの風俗店に出かけたり、飲み屋の女の部屋に外泊したりと自由に振る舞っていたという[22]。
- フジテレビ時代は、「江戸っ子は、宵越しの金は持たない」と言い、酒場で領収書をもらったことはなく、給料が入ると一晩で使ってしまうこともあったという[22]。女好きで遊んだ女も多いが、女にのめり込むとか、女に人生を賭けるということは基本的にできず、もっと別のことの方を大事に感じるタイプの男だと自覚していた[22]。
- 東京のデパートでは伊勢丹が一番だと言い、家族で買い物する時はいつも伊勢丹であった[5]。五社はなんでも好きなものを買ってやると娘を婦人服売り場に連れていき、娘がカーディガン選びに迷って決められないでいると、「どうしてお前はすぐに物事を決められないんだ。人生において決断することは、何より大切なこと」、「今日がだめなら明日見つければいい、そんなふうに迷っていたら、けっきょくは何も手に入らないのと同じことなんだぞ」と説教が始まり、人生論に発展していった[5]。
- 五社自身が父親から、「男はな、素手で喧嘩するんじゃない。気迫で喧嘩するんだぞ。世の中は、闘いなんだから、男は負けるんだったら死んだほうがましだと思え」と幼い頃から言われていたためか、自分の娘が年頃になると、「白馬の王子様が現れることなんてありえない。そう望むようになったらおしまいだ」とシビアな人生論を述べ、娘がフリーになって働き始めた頃には、「人生は闘いなんだから、闘い続けない限り幸せが天から落ちてくることなんてありえない」と諭したという[5]。
- 元が俳優ではない出演者を安心させることが巧く、馴れない三島由紀夫の魅力を引き出し[6]、お笑いタレントの竹中直人が緊張しNGばかり出しても、「よござんすよ、アニキさんのまんまでよござんすよ」と信頼し、面白いことをやってくれとも何も要求せずに素材そのものを容認してくれていたという[23]。
- 俳優の好き嫌いが激しく、特に女優の好みにはうるさかった[14]。ベテランでありながらも清純派と呼ばれる女優が嫌いで、くせのある演技をする女優も嫌いであった[14]。
- 濡れ場のシーンでは、五社自らが裸になって助監督と一緒に、スタッフらの前で男役になったり、女役になったりすべての動きを実演してみせることで、脱ぐことを躊躇する大物女優は監督が率先して恥をかいている姿に信頼を寄せるようになり、ハードで大胆な濡れ場を演じる気持ちになっていった[13][14]。
- 映画の撮影後の飲み会に一度参加した娘・巴は、カラオケ大会で恥ずかしがり、唄うのを断わってしまったが、そのことを後で五社から叱られて、「皆が楽しもうとしているときに、恥ずかしがってちゃ駄目だ。自分から率先して馬鹿にならなければ、誰からも愛されやしないぞ」と言われたという[7]。
- 仕事に出かける前には必ず、姿見の前に立って襟を正し、身だしなみにこだわっていたという[5]。家出した妻の借金により家財道具が債権者に持っていかれても、姿見だけは決して手放さなかった[5]。
- 『陽暉楼』の撮影前に全身に彫った刺青について「彫り物」と呼ぶことにこだわっていた[5]。刺青はヤクザが入れるものなのにどうして入れたのか疑問に思った娘が、「ひょっとして、パパは正真正銘の極道者っていうわけ？」と訊ねると、「馬鹿者！ お前はなんにも判ってないんだな。パパはれっきとした堅気の人間だ。彫り物は別にやくざもんがするものとは限らないんだぞ。彫り物は一種の芸術でもあるんだ」と一喝して、「刺青」ではなく自分の背中にあるのは「彫り物」だと言ったという[5]。

## 作品
出典は

### テレビドラマ
特記がないものは全てフジテレビ製作・放送。
- 刑事（1959年6月26日 - 1960年）
- やせ犬（1959年12月19日） - 東芝土曜劇場
- トップ屋（1960年1月31日 - 1961年）
- ろくでなし（1960年5月7日） - 東芝土曜劇場
- 虫けらさむらい（1960年6月25日）
- むしけら（1960年9月24日）
- いくじなし（1961年2月11日） - 東芝土曜劇場
- 夜に聞く（1961年3月4日）
- 密航者（1961年5月6日）
- ゼロの焦点（1961年8月15日 - ）
- 煮えた欲情（1961年12月2日）
- 宮本武蔵（1961年12月7日 - ）
- だにとダイヤモンド（1962年5月19日）
- 夜を探せ（1962年10月8日）
- 泡の女（1963年1月7日）
- 季節のない街（1963年4月29日）
- 三匹の侍（1963年10月10日 - 1965年）
- 甲州遊侠伝 俺はども安（国際放映＋フジテレビ、1965年2月14日）
- 刑事（国際放映＋フジテレビ、1965年10月5日 -）
- 眠狂四郎（1967年4月3日 - ）
- 夜のかげろう（1970年3月2日）
- 雪之丞変化（松竹＋フジテレビ、1970年4月6日 - ）
- 新三匹の侍（1970年7月6日 - ）
- 岡っ引どぶ（関西テレビ、1972年1月2日 -）- 第1話「どぶ野郎」演出
- ジキルとハイド（東宝＋フジテレビ、1973年1月9日 - ）- 製作は1969年
- 無宿侍（国際放映＋フジテレビ、1973年10月6日 - ）
- 唖侍鬼一法眼（勝プロダクション＋日本テレビ、1973年10月7日） - 原作のみ参加[注釈 2]
- 丹下左膳 剣風!百万両の壺（俳優座映画放送＋映像京都＋フジテレビ、1982年10月22日）

### 映画
監督
●印は脚本を兼務。
- 三匹の侍（松竹、1964年5月）●
- 獣の剣（俳優座／松竹、1965年9月）●
- 五匹の紳士（俳優座／松竹、1966年1月）●
- 丹下左膳 飛燕居合斬り（東映、1966年5月）
- 牙狼之介シリーズ（東映）●
  - 牙狼之介（1966年11月）
  - 牙狼之介 地獄斬り（1967年5月）
- 御用金（フジテレビ／東京映画、1969年5月）●
- 人斬り（フジテレビ／勝プロダクション／大映、1969年8月）
- 出所祝い（東京映画／東宝、1971年10月）●
- 暴力街（東映、1974年4月）
- 雲霧仁左衛門（松竹／俳優座、1978年7月）
- 闇の狩人（松竹／俳優座、1979年6月）
- 鬼龍院花子の生涯（東映／俳優座、1982年6月）
- 陽暉楼（東映／俳優座、1983年9月）
- 北の螢（東映／俳優座、1984年9月）
- 櫂（東映、1985年1月）
- 薄化粧（松竹／五社プロダクション／映像京都、1985年10月）
- 十手舞（松竹／五社プロダクション／映像京都、1986年9月）
- 極道の妻たち（東映、1986年11月）
- 吉原炎上（東映、1987年6月）
- 肉体の門（東映、1988年4月）
- 226（フィーチャーフィルムエンタープライズ／松竹富士、1989年6月）
- 陽炎（バンダイ／松竹、1991年2月）
- 女殺油地獄（フジテレビ／京都映画、1992年5月） - 遺作

監修
- 世界最強のカラテ キョクシン（極真映画製作委員会、1985年）

原案・脚本監修
- 陽炎2（バンダイ／松竹、1996年）

### 舞台
- デスクトップ（1985年）
- スプレー（1986年）

### その他
作詞
- 三匹の唄（1970年）- 作曲・編曲：佐藤勝。歌：銀座ミユキ
  - テレビ時代劇『新三匹の侍』（フジテレビ・松竹制作、1970年7月）の主題歌。